# Louis-Alexandre Mérante
Louis-Alexandre Mérante (ou Louis Mérante) est un danseur et maître de ballet français né à Paris le 23 juillet 1828 et mort à Courbevoie le 17 juillet 1887.

## Biographie
Né dans une famille italienne de danseurs, Louis Mérante danse à Marseille et à Milan avant de débuter à l'Opéra de Paris en 1848 dont il devient le premier maître de ballet en 1869.
Interprète de Joseph Mazilier, de Lucien Petipa et d'Arthur Saint-Léon, il est un partenaire recherché par les grandes danseuses de son temps, comme Fanny Cerrito et Emma Livry.
Comme chorégraphe, il monte quelques ballets qui ne laisseront que peu de trace dans le répertoire. Il danse jusqu'à un âge avancé les principaux rôles masculins de l'opéra.
Il épouse en 1861 la danseuse russe Zinaïda Richard, dont le père Joseph Richard, frère cadet ou fils du danseur français Jean Richard et connu sous le nom de Jean-Baptiste Hullin, était un danseur de ballet. Joseph Richard s'était installé en Russie en 1823, avec Félicité Hullin-Sor et son mari Fernando Sor.

## Ballets
- 1873 : Gretna Green
- 1876 : Sylvia ou la Nymphe de Diane (musique de Léo Delibes)
- 1877 : Le Fandango (musique de Gaston Salvayre)
- 1879 : Yedda (musique d'Olivier Métra)
- 1880 : La Korrigane (musique de Charles-Marie Widor)[3]
- 1883 : La Farandole (musique de Théodore Dubois)
- 1886 : Les Jumeaux de Bergame (musique de Théodore Lajarte) et Les Deux Pigeons (musique d'André Messager)

## Galerie

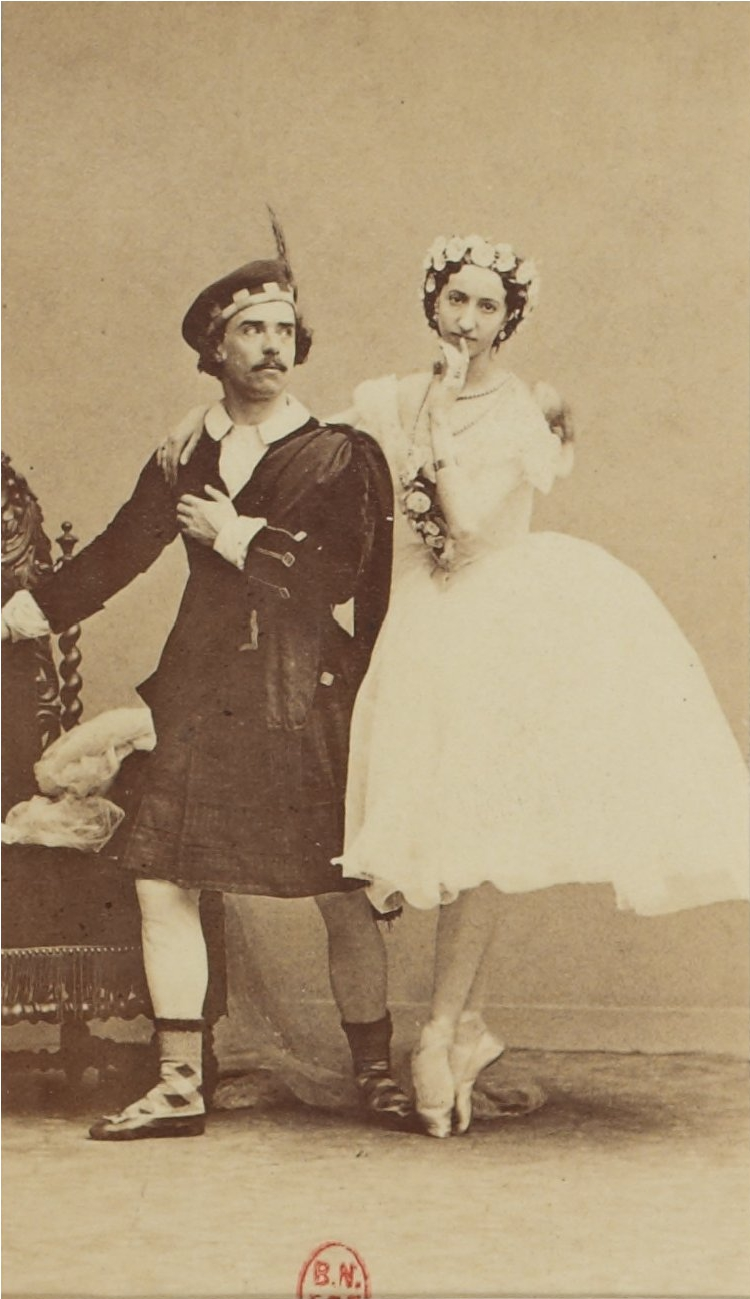
Louis Mérante et Emma Livry dans La Sylphide
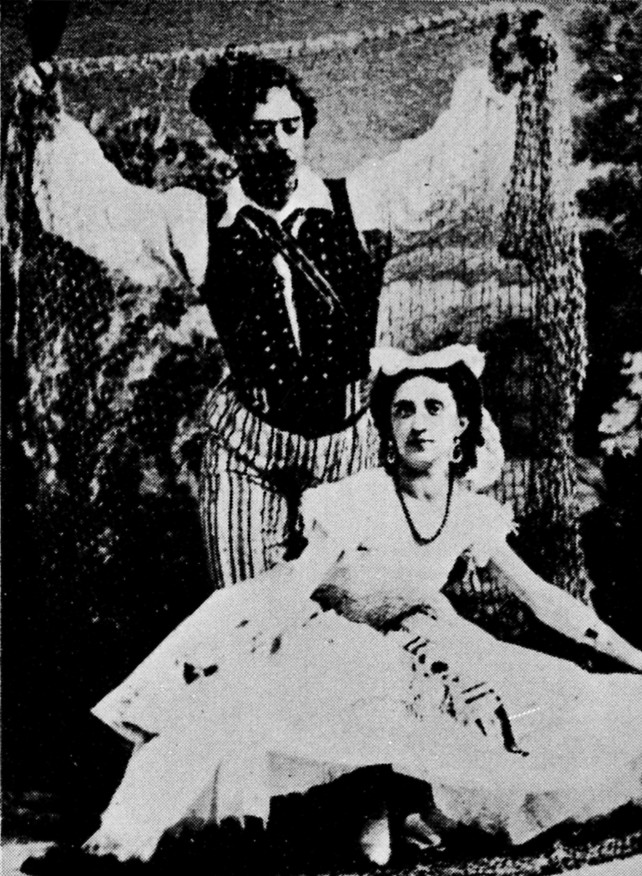
Louis Mérante et Marfa Mouravieva dans Diavolina d'Arthur Saint-Léon, Paris, 1863
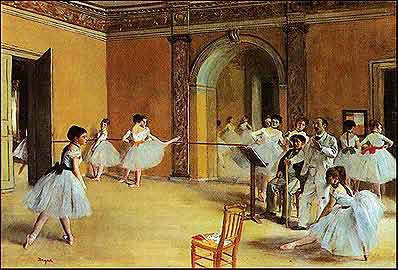
Edgar Degas, Foyer de Danse à l'Opéra de la rue Le Peletier (1872). Louis Mérante au milieu de ses élèves.